# Temporada 1997-98 de los Atlanta Hawks
La temporada 1997-98 fue la trigésima de los Atlanta Hawks en la NBA en su ubicación de Atlanta, la cuadragésimo novena en la liga y la quincuagésimo segunda desde su fundación. La temporada regular acabó con 50 victorias y 32 derrotas, ocupando el quinto puesto de la Conferencia Este, clasificándose para los playoffs, en los que cayeron en primera ronda ante los Charlotte Hornets.

## Elecciones en elDraft
| Ronda | Puesto | Jugador        | Posición  | Nacionalidad   | Universidad |
| ----- | ------ | -------------- | --------- | -------------- | ----------- |
| 1     | 22     | Ed Gray        | Escolta   | Estados Unidos | California  |
| 2     | 49     | Alain Digbeu   | Escolta   | Francia        |             |
| 2     | 50     | Chris Crawford | Ala-Pívot | Estados Unidos | Marquette   |

## Temporada regular
| División Central      | División Central | División Central | División Central | División Central | División Central | División Central | División Central | División Central |
| Equipo                | G                | P                | %                | PD               | Casa             | Fuera            | Div              |                  |
| --------------------- | ---------------- | ---------------- | ---------------- | ---------------- | ---------------- | ---------------- | ---------------- | ---------------- |
| y-Chicago Bulls       | 62               | 20               | .756             | –                | 37–4             | 25–16            | 21–7             |                  |
| x-Indiana Pacers      | 58               | 24               | .707             | 4                | 32–9             | 26–15            | 19–9             |                  |
| x-Charlotte Hornets   | 51               | 31               | .622             | 11               | 32–9             | 19–22            | 16–12            |                  |
| x-Atlanta Hawks       | 50               | 32               | .610             | 12               | 29–12            | 21–20            | 19–9             |                  |
| x-Cleveland Cavaliers | 47               | 35               | .573             | 15               | 27–14            | 20–21            | 14–14            |                  |
| Detroit Pistons       | 37               | 45               | .451             | 25               | 25–16            | 12–29            | 12–16            |                  |
| Milwaukee Bucks       | 36               | 46               | .439             | 26               | 21–20            | 15–26            | 9–19             |                  |
| Toronto Raptors       | 16               | 66               | .195             | 46               | 9–32             | 7–34             | 2–26             |                  |

## Playoffs

### Primera ronda
Charlotte Hornets  vs. Atlanta Hawks
| Fecha       | Partido                                | Ciudad    |
| ----------- | -------------------------------------- | --------- |
| 23 de abril | Charlotte Hornets 97, Atlanta Hawks 87 | Charlotte |
| 25 de abril | Charlotte Hornets 92, Atlanta Hawks 85 | Charlotte |
| 28 de abril | Atlanta Hawks 96, Charlotte Hornets 64 | Atlanta   |
| 1 de mayo   | Atlanta Hawks 82, Charlotte Hornets 91 | Atlanta   |
|             | Charlotte Hornets gana las series 3-1  |           |

## Estadísticas

### Temporada regular
| Rk | Jugador            | Edad | Pos. | P  | PT | MP   | TC  | TCI  | %TC  | T3  | T3I | %T3  | TL  | TLI | %TL  | RO  | RD  | RT   | AS  | RB  | TAP | BP  | FP  | PTS  |
| -- | ------------------ | ---- | ---- | -- | -- | ---- | --- | ---- | ---- | --- | --- | ---- | --- | --- | ---- | --- | --- | ---- | --- | --- | --- | --- | --- | ---- |
| 1  | Steve Smith        | 28   | SG   | 73 | 73 | 39.1 | 6.7 | 15.1 | .444 | 1.3 | 3.8 | .351 | 5.3 | 6.2 | .855 | 1.8 | 2.4 | 4.2  | 4.0 | 1.0 | 0.4 | 2.4 | 3.0 | 20.1 |
| 2  | Mookie Blaylock    | 30   | PG   | 70 | 69 | 38.6 | 5.3 | 13.4 | .392 | 1.3 | 4.8 | .269 | 1.4 | 1.9 | .709 | 1.2 | 3.7 | 4.9  | 6.7 | 2.6 | 0.3 | 2.5 | 1.7 | 13.2 |
| 3  | Dikembe Mutombo    | 31   | C    | 82 | 82 | 35.6 | 4.9 | 9.1  | .537 | 0.0 | 0.0 |      | 3.7 | 5.5 | .670 | 3.4 | 8.0 | 11.4 | 1.0 | 0.4 | 3.4 | 2.0 | 3.1 | 13.4 |
| 4  | Tyrone Corbin      | 35   | SF   | 79 | 79 | 34.2 | 4.2 | 9.5  | .439 | 0.6 | 1.8 | .348 | 1.3 | 1.6 | .789 | 1.0 | 3.6 | 4.6  | 2.2 | 1.3 | 0.1 | 1.1 | 2.5 | 10.2 |
| 5  | Christian Laettner | 28   | PF   | 74 | 49 | 30.8 | 4.8 | 9.9  | .485 | 0.1 | 0.4 | .222 | 4.1 | 4.8 | .864 | 1.9 | 4.7 | 6.6  | 2.6 | 1.0 | 1.0 | 2.5 | 3.3 | 13.8 |
| 6  | Alan Henderson     | 25   | PF   | 69 | 33 | 29.0 | 5.3 | 10.9 | .485 | 0.0 | 0.1 | .500 | 3.7 | 5.6 | .652 | 2.9 | 3.5 | 6.4  | 1.1 | 0.6 | 0.5 | 1.6 | 2.5 | 14.3 |
| 7  | Eldridge Recasner  | 30   | SG   | 59 | 14 | 24.6 | 3.5 | 7.7  | .456 | 1.1 | 2.5 | .419 | 1.3 | 1.3 | .937 | 0.5 | 1.9 | 2.4  | 2.0 | 0.7 | 0.0 | 1.5 | 1.6 | 9.3  |
| 8  | Ed Gray            | 22   | SG   | 30 | 3  | 15.7 | 2.6 | 6.7  | .381 | 0.6 | 1.5 | .391 | 1.8 | 2.2 | .846 | 0.3 | 1.2 | 1.5  | 1.1 | 0.5 | 0.4 | 1.0 | 2.4 | 7.6  |
| 9  | Chucky Brown       | 29   | SF   | 77 | 8  | 15.6 | 2.1 | 4.8  | .433 | 0.0 | 0.1 | .250 | 0.8 | 1.1 | .724 | 0.7 | 1.6 | 2.4  | 0.7 | 0.3 | 0.2 | 0.7 | 1.3 | 5.0  |
| 10 | Brian Oliver       | 29   | SG   | 5  | 0  | 12.2 | 1.4 | 3.8  | .368 | 0.0 | 0.0 |      | 0.2 | 0.8 | .250 | 0.6 | 1.2 | 1.8  | 0.4 | 0.2 | 0.0 | 0.2 | 0.8 | 3.0  |
| 11 | Drew Barry         | 24   | PG   | 27 | 0  | 9.5  | 0.7 | 1.4  | .474 | 0.3 | 0.8 | .429 | 0.4 | 0.5 | .846 | 0.2 | 1.1 | 1.3  | 1.8 | 0.4 | 0.0 | 1.1 | 1.0 | 2.1  |
| 12 | Greg Anderson      | 33   | C    | 50 | 0  | 8.0  | 0.7 | 1.6  | .444 | 0.0 | 0.1 | .000 | 0.3 | 0.8 | .390 | 0.8 | 1.6 | 2.4  | 0.3 | 0.4 | 0.2 | 0.3 | 1.7 | 1.8  |
| 13 | Randy Livingston   | 22   | PG   | 12 | 0  | 6.8  | 0.3 | 1.0  | .250 | 0.0 | 0.0 |      | 0.3 | 0.4 | .800 | 0.1 | 0.4 | 0.5  | 0.4 | 0.6 | 0.2 | 0.5 | 0.5 | 0.8  |
| 14 | Chris Crawford     | 22   | PF   | 40 | 0  | 6.4  | 1.2 | 2.8  | .418 | 0.0 | 0.1 | .333 | 1.4 | 1.7 | .838 | 0.5 | 0.5 | 1.0  | 0.2 | 0.3 | 0.2 | 0.5 | 0.7 | 3.8  |
| 15 | Anthony Miller     | 26   | PF   | 37 | 0  | 6.2  | 0.8 | 1.4  | .558 | 0.0 | 0.0 |      | 0.6 | 1.1 | .538 | 0.8 | 1.1 | 1.9  | 0.1 | 0.4 | 0.1 | 0.4 | 1.1 | 2.1  |
| 16 | Donald Whiteside   | 28   | PG   | 3  | 0  | 5.3  | 0.3 | 0.7  | .500 | 0.0 | 0.3 | .000 | 0.0 | 0.7 | .000 | 0.0 | 0.3 | 0.3  | 0.3 | 0.0 | 0.0 | 0.3 | 0.0 | 0.7  |

### Playoffs
| Rk | Jugador            | Edad | Pos. | P | PT | MP   | TC  | TCI  | %TC  | T3  | T3I | %T3  | TL  | TLI | %TL   | RO  | RD  | RT   | AS  | RB  | TAP | BP  | FP  | PTS  |
| -- | ------------------ | ---- | ---- | - | -- | ---- | --- | ---- | ---- | --- | --- | ---- | --- | --- | ----- | --- | --- | ---- | --- | --- | --- | --- | --- | ---- |
| 1  | Steve Smith        | 28   | SG   | 4 | 4  | 40.0 | 9.8 | 17.0 | .574 | 2.5 | 5.0 | .500 | 2.8 | 4.0 | .688  | 0.5 | 2.3 | 2.8  | 2.3 | 0.5 | 0.8 | 1.3 | 4.3 | 24.8 |
| 2  | Mookie Blaylock    | 30   | PG   | 4 | 4  | 38.3 | 5.5 | 13.3 | .415 | 2.0 | 6.8 | .296 | 1.8 | 3.0 | .583  | 1.5 | 3.5 | 5.0  | 8.3 | 2.3 | 0.3 | 2.3 | 2.0 | 14.8 |
| 3  | Dikembe Mutombo    | 31   | C    | 4 | 4  | 34.0 | 2.8 | 6.0  | .458 | 0.0 | 0.0 |      | 2.5 | 4.0 | .625  | 3.3 | 9.5 | 12.8 | 0.3 | 0.3 | 2.3 | 2.0 | 2.5 | 8.0  |
| 4  | Alan Henderson     | 25   | PF   | 4 | 4  | 31.5 | 5.0 | 9.5  | .526 | 0.0 | 0.3 | .000 | 2.8 | 4.5 | .611  | 2.5 | 3.0 | 5.5  | 1.0 | 0.8 | 0.3 | 1.5 | 3.3 | 12.8 |
| 5  | Tyrone Corbin      | 35   | SF   | 4 | 4  | 28.3 | 1.8 | 6.3  | .280 | 0.3 | 1.5 | .167 | 0.0 | 0.0 |       | 0.8 | 3.0 | 3.8  | 1.0 | 1.5 | 0.3 | 0.8 | 2.5 | 3.8  |
| 6  | Eldridge Recasner  | 30   | SG   | 4 | 0  | 22.3 | 2.5 | 6.3  | .400 | 1.8 | 3.0 | .583 | 0.5 | 0.5 | 1.000 | 0.0 | 1.0 | 1.0  | 2.0 | 0.5 | 0.0 | 0.5 | 1.8 | 7.3  |
| 7  | Christian Laettner | 28   | PF   | 4 | 0  | 21.8 | 3.0 | 8.8  | .343 | 0.0 | 0.8 | .000 | 3.8 | 4.3 | .882  | 0.8 | 3.5 | 4.3  | 1.0 | 1.5 | 0.3 | 2.0 | 4.0 | 9.8  |
| 8  | Chucky Brown       | 29   | SF   | 4 | 0  | 12.5 | 1.8 | 3.8  | .467 | 0.3 | 0.5 | .500 | 0.3 | 0.5 | .500  | 0.3 | 1.3 | 1.5  | 1.0 | 0.0 | 0.0 | 0.5 | 1.3 | 4.0  |
| 9  | Anthony Miller     | 26   | PF   | 4 | 0  | 8.3  | 0.8 | 2.0  | .375 | 0.0 | 0.0 |      | 0.5 | 0.5 | 1.000 | 1.3 | 1.0 | 2.3  | 0.3 | 0.5 | 0.3 | 0.8 | 1.3 | 2.0  |
| 10 | Greg Anderson      | 33   | C    | 1 | 0  | 4.0  | 0.0 | 0.0  |      | 0.0 | 0.0 |      | 0.0 | 2.0 | .000  | 0.0 | 2.0 | 2.0  | 0.0 | 0.0 | 1.0 | 1.0 | 1.0 | 0.0  |
| 11 | Chris Crawford     | 22   | PF   | 1 | 0  | 4.0  | 0.0 | 0.0  |      | 0.0 | 0.0 |      | 2.0 | 2.0 | 1.000 | 1.0 | 1.0 | 2.0  | 0.0 | 0.0 | 1.0 | 2.0 | 2.0 | 2.0  |
| 12 | Drew Barry         | 24   | PG   | 2 | 0  | 2.5  | 0.0 | 0.5  | .000 | 0.0 | 0.5 | .000 | 0.0 | 0.0 |       | 0.0 | 0.5 | 0.5  | 0.0 | 0.0 | 0.0 | 0.0 | 0.0 | 0.0  |

## Galardones y récords
| Jugador/Entrenador | Galardón                                                                                           |
| Dikembe Mutombo    | Mejor Defensor de la NBA Mejor quinteto defensivo de la NBA 3.er Mejor quinteto de la NBA All-Star |
| Mookie Blaylock    | 2.º Mejor quinteto defensivo de la NBA                                                             |
| Alan Henderson     | Jugador Más Mejorado de la NBA                                                                     |
| Steve Smith        | All-Star                                                                                           |